# 吳學
吴学（1457年—1522年），字遜之，别号海洲，晚更號梦鹤，南直隶常州府无锡县人。明朝政治人物，成化甲辰進士。

## 生平
成化十九年（1483年）癸卯科應天府鄉試舉人，二十年（1484年）联捷甲辰科三甲三十名進士。观政兵部，授行人司行人。丁继母陈孺人忧，服阕，弘治九年（1496年）六月擢四川道试监察御史，十年八月实授，清戎云贵，十七年巡按河南。丁父忧，奔归。正德三年（1508年）二月服阕赴補，因违限八月，吏部拟致仕，刘瑾矫命黜为民，罚米三十石。六年三月复除河南道御史。监辛未科殿试，同年擢山东按察副使，兵备曹州，以功加三品俸，八年正月擢本省按察使，九年正月考察去職。著有海洲稿若干卷，藏于家。

## 家族
曾祖吴得渊；祖父吴潜。父吴晟，号古愚，以子贵，封监察御史。母司马氏，赠孺人。